# Danh sách món hấp

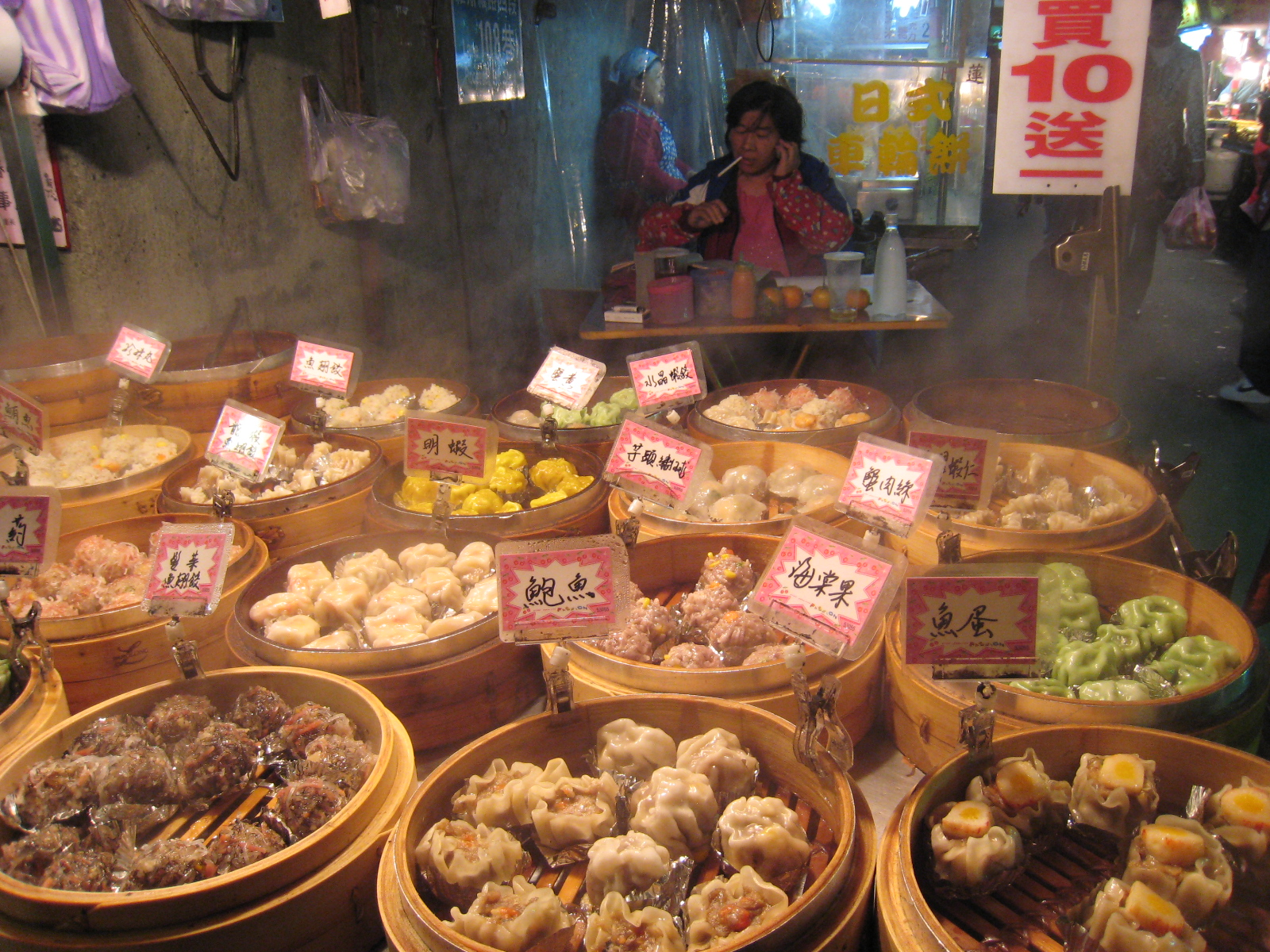
Điểm tâm hấp

Đây là danh sách các món hấp và món ăn thường được chế biến theo phương pháp hấp.

## Món hấp

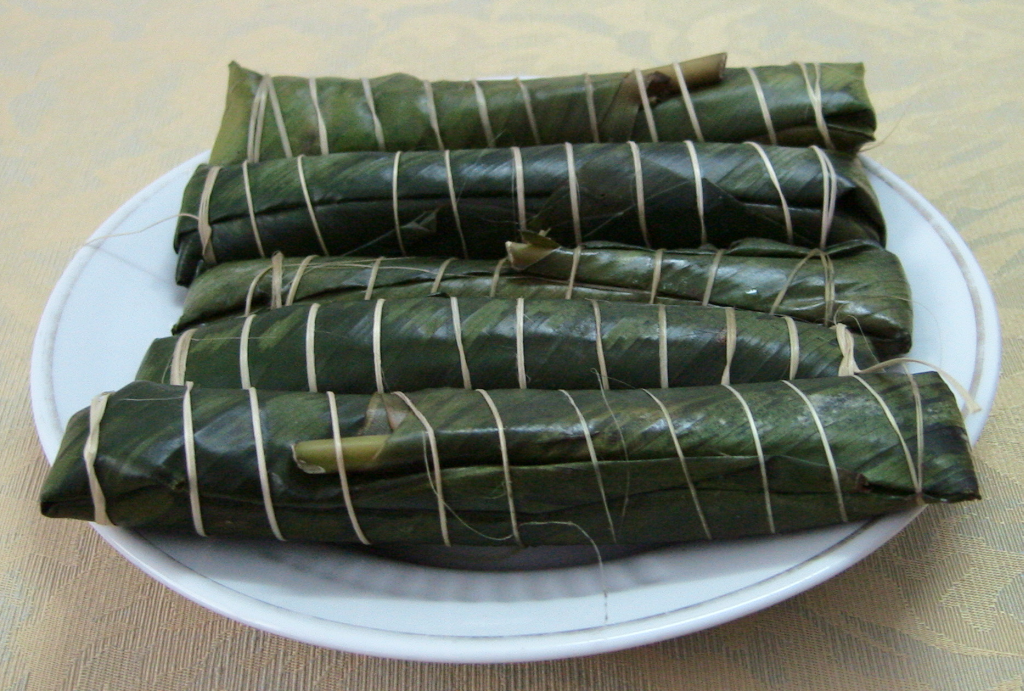
Bánh tẻ

- Ada – một món ăn từ Kerala, thường được làm bằng bột gạo với nhân ngọt bên trong.
- Bánh – đề cập đến nhiều loại thực phẩm chế biến sẵn.[1] Một số loại được làm chín bằng cách hấp như:
  - Bánh bò – một loại bánh bông lan hấp
  - Bánh bột lọc
  - Bánh chuối hấp
  - Bánh cuốn
  - Bánh da lợn – một lớp bánh hấp
  - Bánh khoai mì
  - Bánh tẻ

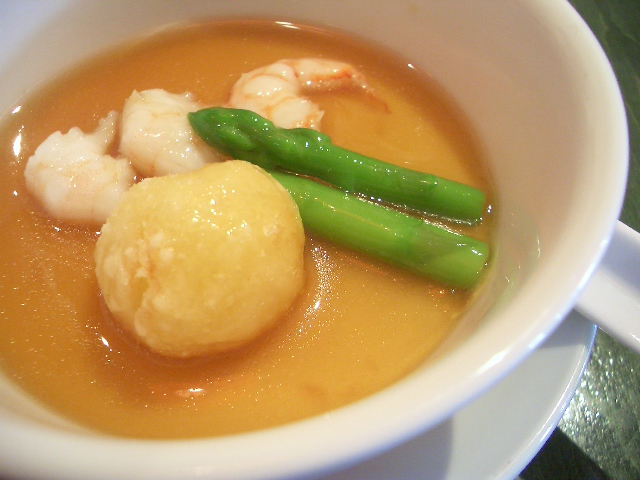
Trứng hấp kiểu Trung Quốc với tôm, măng tây và nước dùng

- Trứng hấp kiểu Trung Quốc – trứng được đánh bông tương tự như ốp lết và sau đó hấp chín
- Corunda
- Couscous
- Dhokla
- Jjim – một thuật ngữ trong ẩm thực Hàn Quốc chỉ các món ăn được chế biến bằng cách hấp hoặc luộc[2] thịt, gà, cá hoặc động vật có vỏ đã được ướp trong xốt hoặc xúp
  - Agujjim
  - Andong jjimdak
  - Galbijjim – nhiều loại jjim hoặc món hấp Hàn Quốc được làm từ kalbi (갈비, sườn ngắn)
  - Gyeran jjim – món thịt hầm trứng hấp của Hàn Quốc, là món ăn phổ biến ở Hàn Quốc và thường được ăn như một món ăn kèm (banchan)
- Kue lapis – món kue của Indonesia, hoặc một món ăn nhẹ truyền thống gồm bánh pudding bột gạo mềm nhiều lớp hoặc bánh hấp nhiều lớp
- Idli - một món ăn được chế biến từ gạo và đậu mười của ẩm thực Udupi.
- Kwacoco – dừa xay nhuyễn bọc và hấp trong lá chuối
- Lemper
- Nasi campur
- Nasi lemak – một món cơm thơm nấu trong nước cốt dừa và lá dứa thường được tìm thấy ở Malaysia, nơi nó được coi là món ăn quốc gia[3] và ở tỉnh Riau của Indonesia.

- Pitha – một số loại được hấp
  - Enduri Pitha
  - Manda Pitha
  - Tekeli pitha
- Idiyappam/Putu mayam
- Puttu

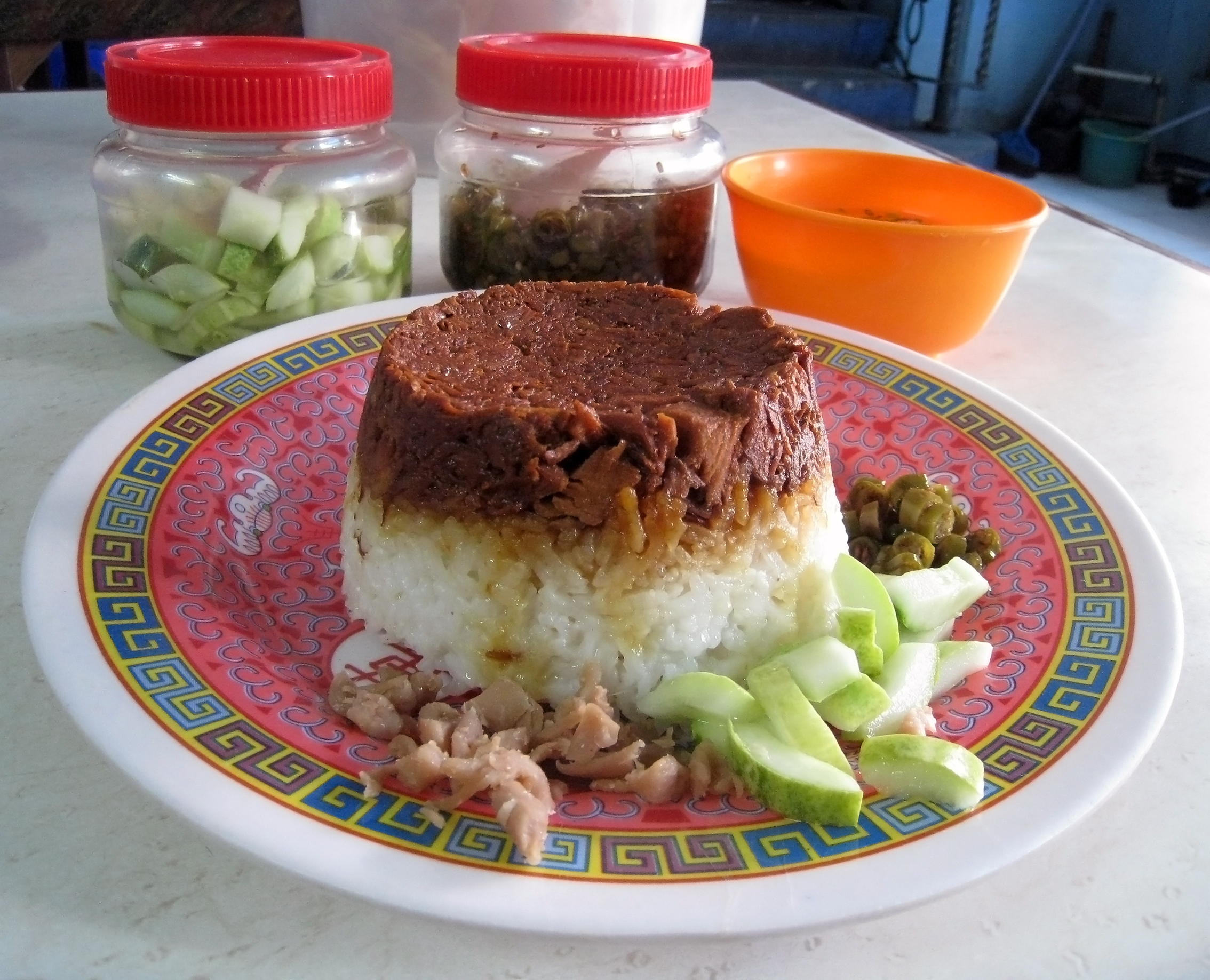
Nasi tim ở Jakarta, Indonesia

- Bún cuốn – một món ăn Quảng Đông từ miền nam Trung Quốc bao gồm cả Hồng Kông, thường được phục vụ như một món ăn nhẹ, bữa ăn nhỏ hoặc một loạt các món điểm tâm.[4]
- Seon – đề cập đến các món ăn truyền thống của Hàn Quốc được làm bằng cách hấp các loại rau như bí ngòi, dưa chuột, cà tím hoặc cải bắp Napa được nhồi nhân
- Cơm trắng
- Tamales – một món ăn México và Trung Mỹ có nguồn gốc từ thời kỳ tiền Colombo được làm từ bột bắp và nhiều loại nhân khác nhau, thường được gói trong lá chuối hoặc vỏ ngô
- Đậu phụ cuộn – Phiên bản hấp tre thường được gọi là sin zuk gyun (Nem Tre Tươi)
- Urap

### Bánh mì

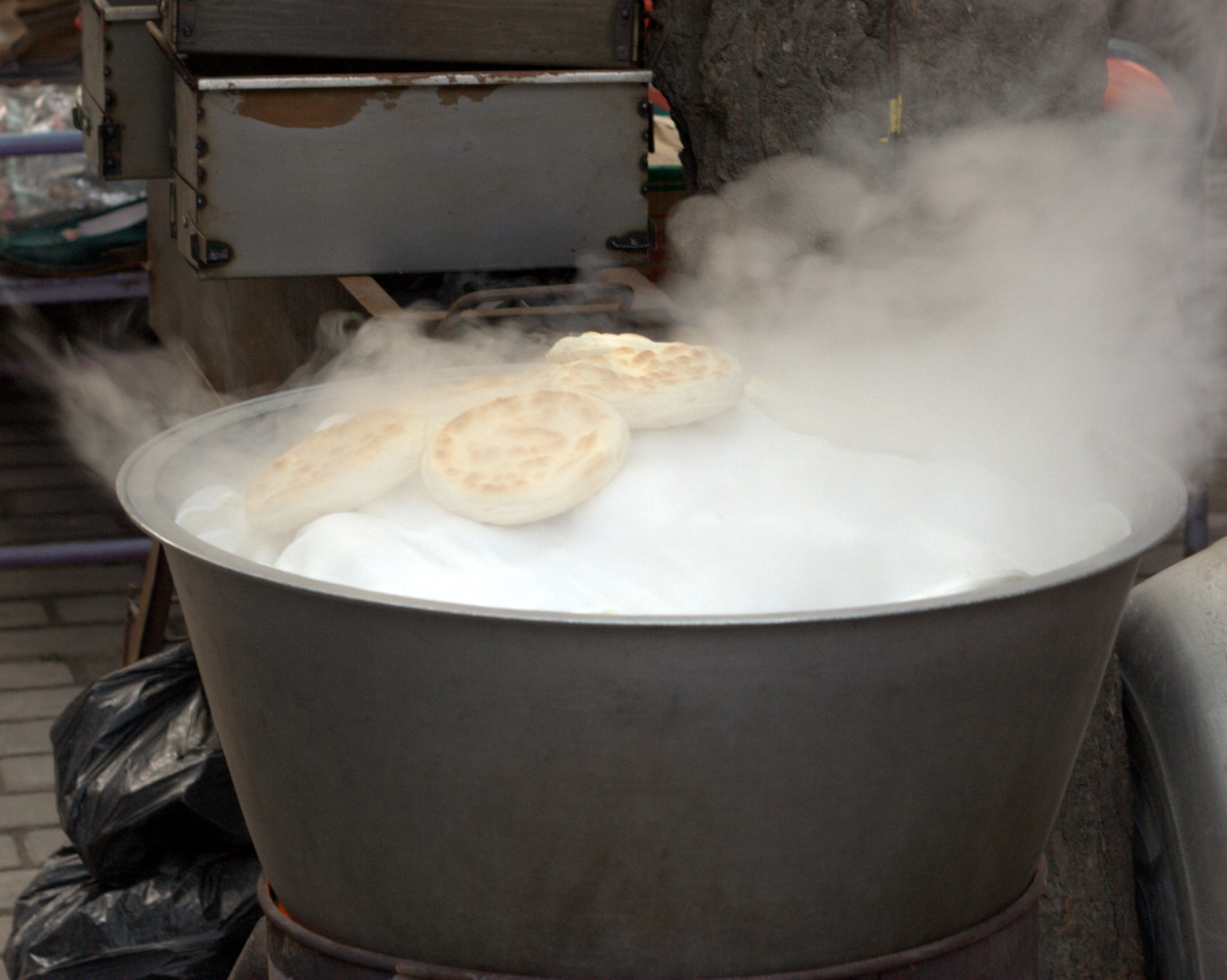
Bánh mì hấp

- Dombolo – món bánh mì hấp truyền thống của Nam Phi
- Màn thầu – một loại bánh mì hoặc bánh bao hấp với hình dáng giống như đám mây phổ biến ở miền Bắc Trung Quốc.[5]
- Bánh mì hấp – được sản xuất và tiêu thụ trên toàn thế giới:
  - Tingmo – một loại bánh mì hấp trong ẩm thực Tây Tạng.[6]
  - Wotou – một loại bánh hấp làm từ bột bắp ở miền Bắc Trung Quốc
  - Blackpool cuộn sữa – Bánh mì hấp có nguồn gốc từ Blackpool, Lancashire, Anh[7]

### Bánh bao và bánh cuốn
- Bánh bao
  - Bakpau
  - Bánh bao xá xíu
  - Cẩu Bất Lý
  - Sinh tiên màn thầu
  - Thiêu bao

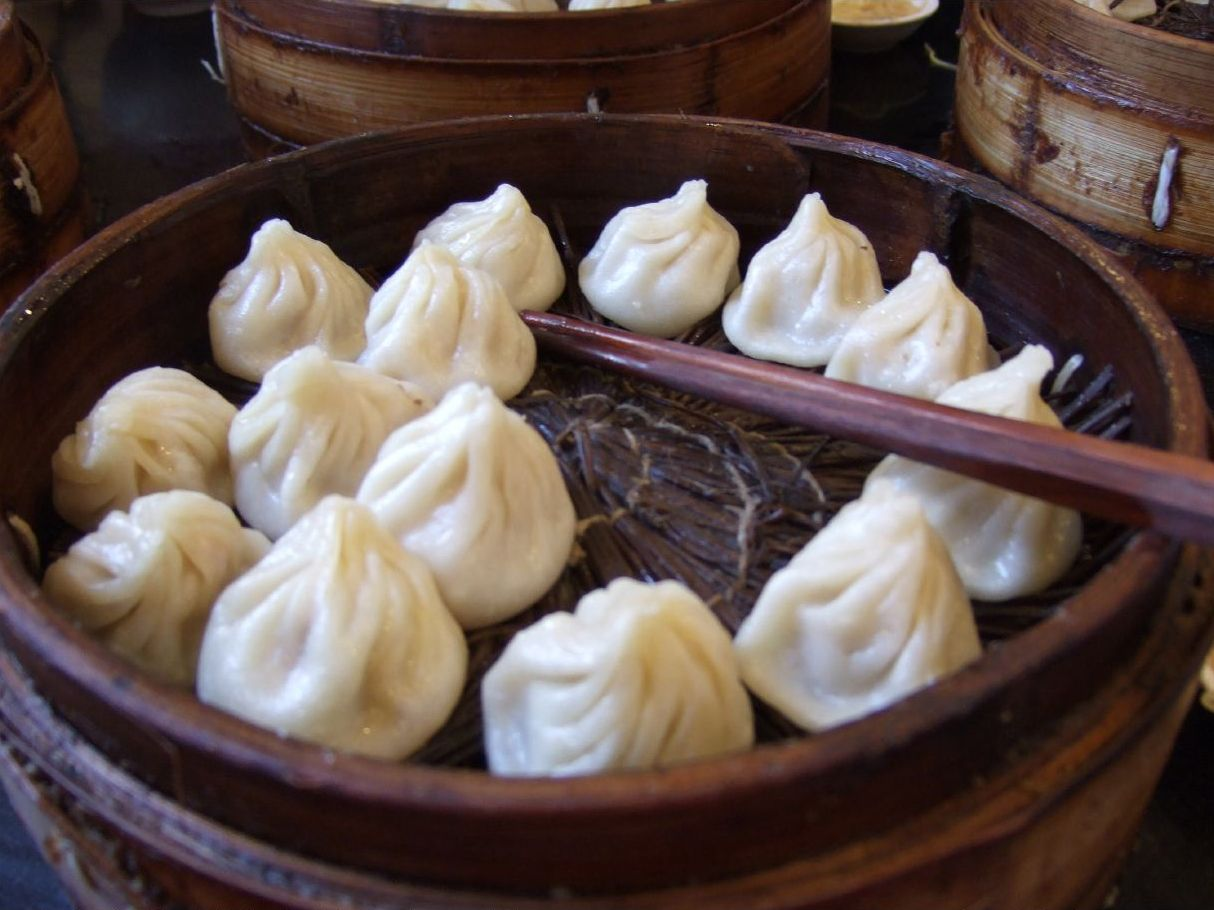
Tiểu long bao

  - Thang bao – loại bánh bao lớn, đầy súp trong ẩm thực Trung Quốc
  - Tiểu long bao
- Đại bao
- Dampfnudel
- Hoppang
- Jjinppang
- Bún hạt sen
  - Đào trường thọ
- Bánh bao Hoa – một loại bánh hấp có nguồn gốc từ Trung Quốc
- Nikuman

### Bánh
- Bánh bèo

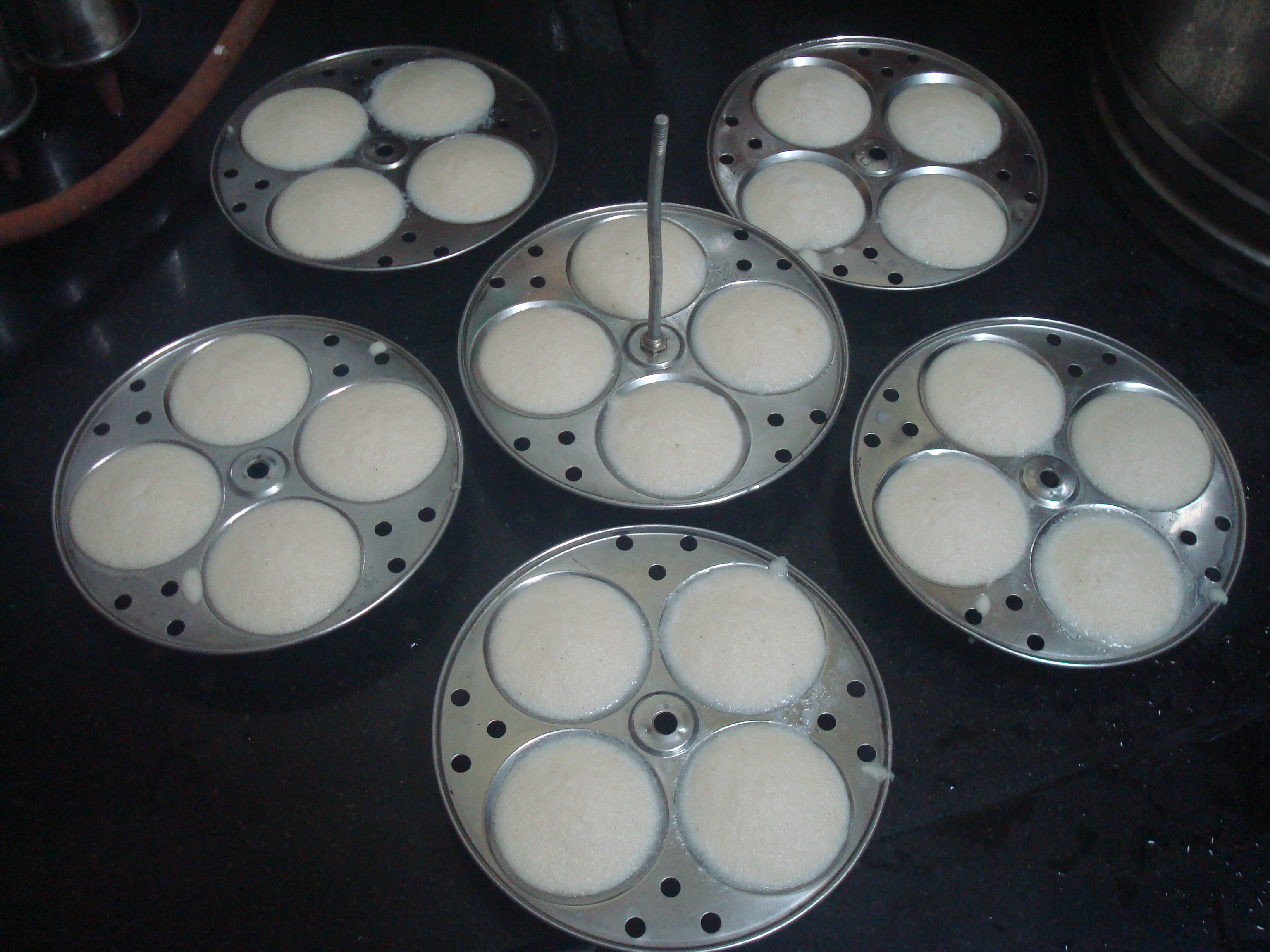
Idli trong khuôn hấp

- Idli – một loại bánh được làm bằng cách hấp một loại bột bao gồm đậu lăng lên men (đã tách vỏ) và gạo. Idli là món ăn sáng truyền thống của các gia đình Ấn Độ, đồng thời cũng phổ biến khắp các nước lân cận của Ấn Độ như Sri Lanka
  - Rava idli
- Khanom sai bua
- Kue putu – một loại bánh hấp truyền thống có hình trụ và màu xanh lá cây.[8] Nó được tiêu thụ ở Indonesia, Malaysia và Philippines
- Nagasari – một loại bánh hấp truyền thống được làm từ bột gạo, nước cốt dừa và đường, bên trong là những lát chuối.[9]
- Bánh tổ
- Ang ku kueh
- Bánh khoai môn – thường hấp hoặc chiên
- Bánh bông lan pudding Treacle – một món tráng miệng truyền thống của Anh bao gồm một chiếc bánh bông lan hấp với siro vàng được nấu chín bên trên, thường ăn kèm với sữa trứng nóng đổ lên trên
- Bánh củ cải
- Uirō
- Bánh bông lan đường trắng

### Bánh kẹo và đồ ngọt

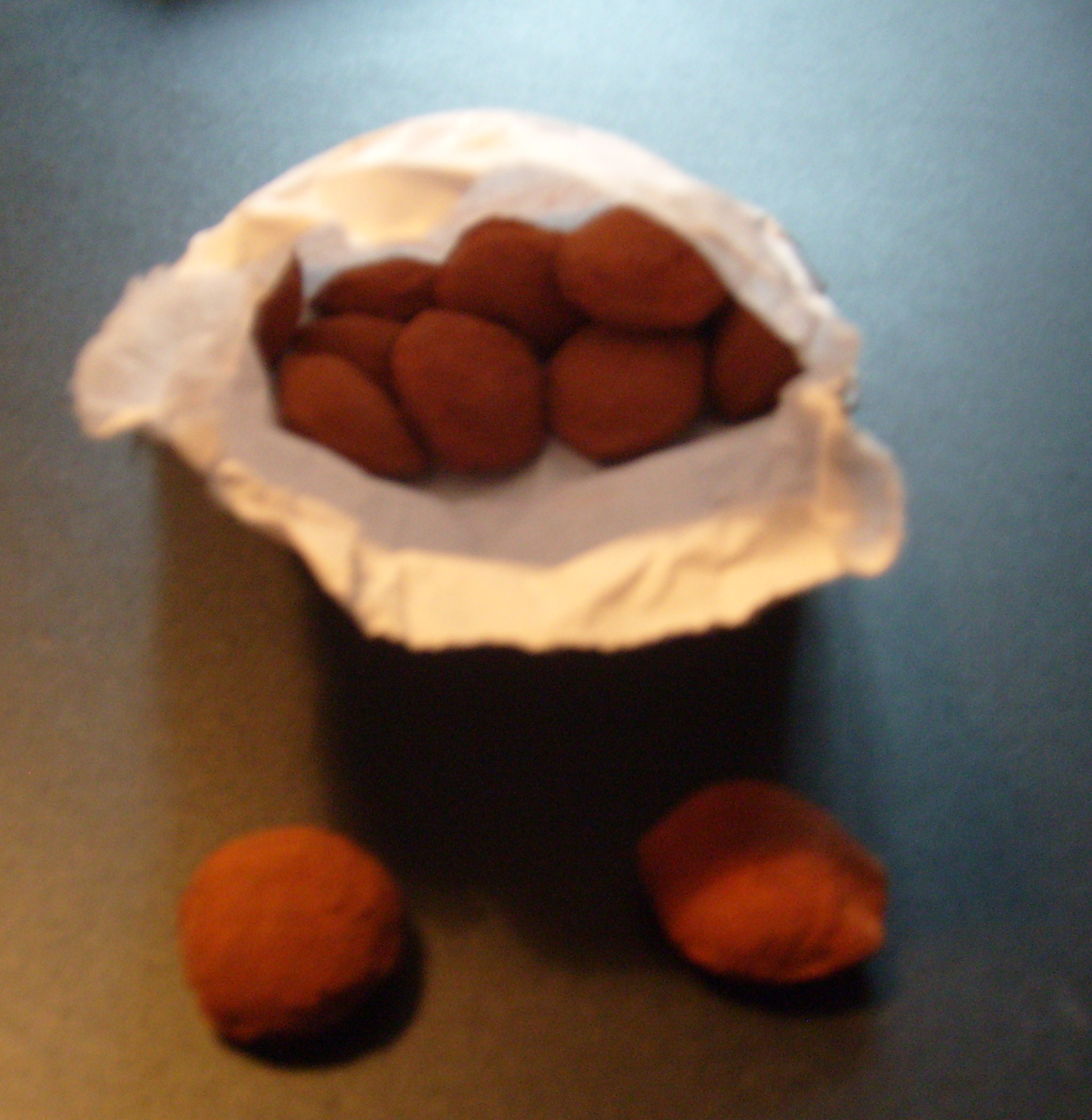
Tattie may mắn

- Mont-phat-htoke
- Karukan
- Kue và Kuih
  - Clorot
  - Kue mangkok
  - Kue putu mangkok
  - Seri Muka
- Tattie may mắn
- Put chai ko

### Sữa trứng

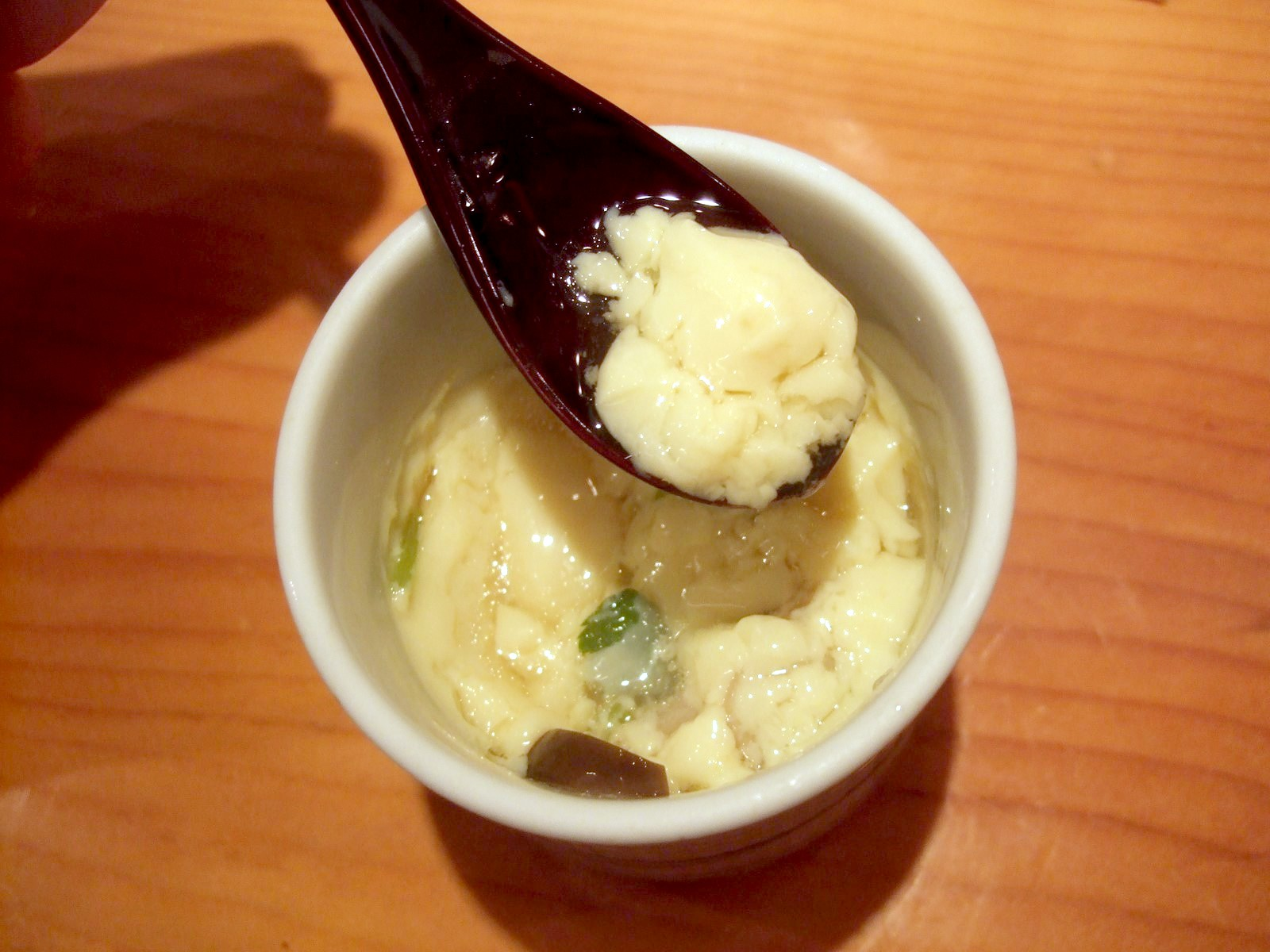
Chawanmushi

- Chawanmushi – (茶碗蒸し ( Chawanmushi?), nghĩa đen là "hấp trong tách trà" hoặc "hấp trong bát trà"), một món sữa trứng được tìm thấy ở Nhật Bản.[10]

### Bánh xếp

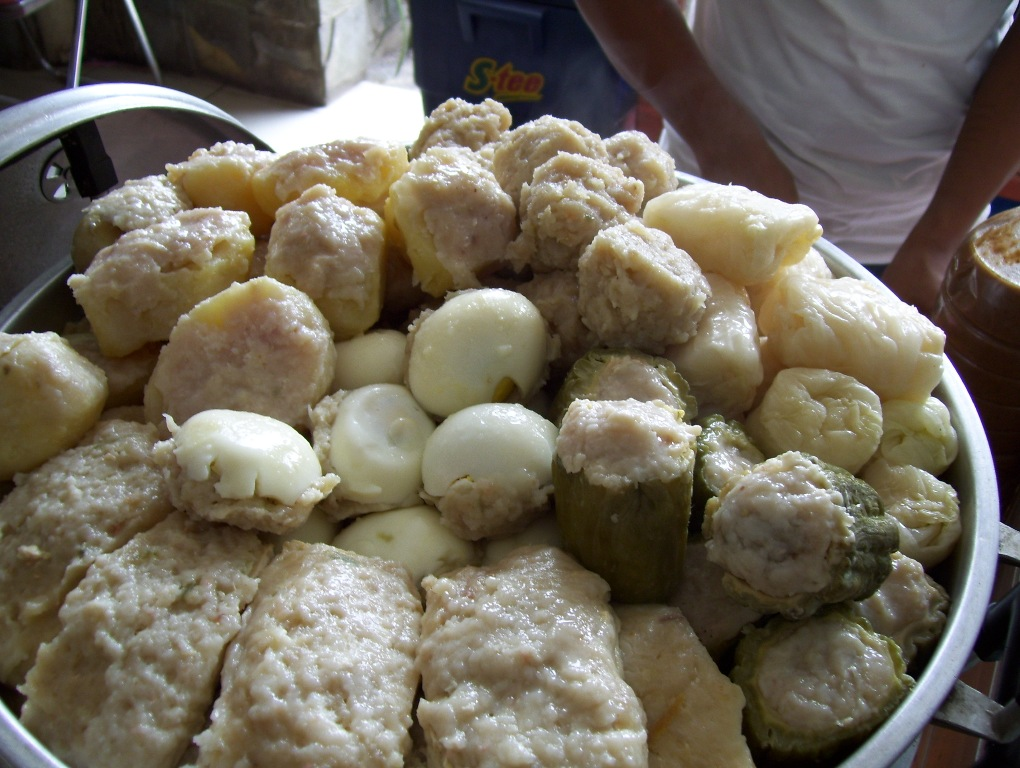
Các loại siomay hấp: đậu phụ, khoai tây, cải bắp, khổ qua và trứng

- Burasa – bánh xếp gạo nấu với nước cốt dừa đựng trong túi lá chuối, là món ngon của người Bugis và Makassar ở Nam Sulawesi, Indonesia
- Buuz
- Germknödel
- Sủi cảo
- Lepet
- Mandu
  - Eo-mandu
- Momo (món ăn) – một loại bánh hấp trong ẩm thực Tây Tạng có hoặc không có nhân
- Patrode
- Siomay – một loại bánh xếp cá hấp của Indonesia với rau ăn kèm với nước sốt lạc. Nó có nguồn gốc từ xíu mại.[11]

### Món dựa trên thịt

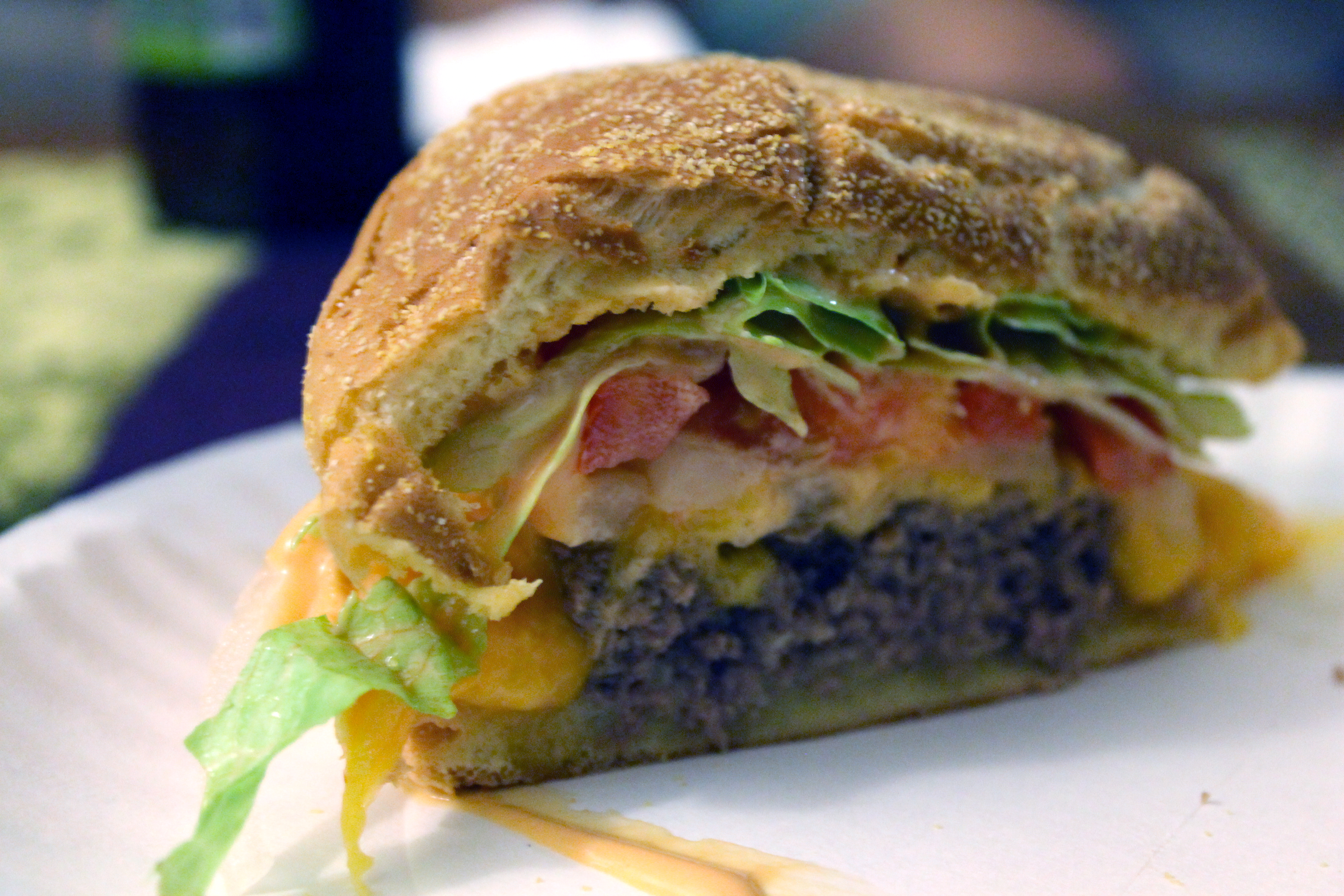
Một nửa bánh hamburger phô mai hấp

- Nasi tim – món cơm gà hấp kiểu Hoa-Indonesia
- Hamburger phô mai hấp – một loại bánh mì hamburger phủ phô mai được hấp trong tủ được chế tạo đặc biệt và chủ yếu có ở bang Connecticut của Hoa Kỳ
- Ngao hấp – ngao được hấp theo nhiều công thức khác nhau ở các vùng miền khác nhau
- Thịt viên hấp – món điểm tâm Quảng Đông[12]

### Bánh pudding
- Bánh pudding Newcastle

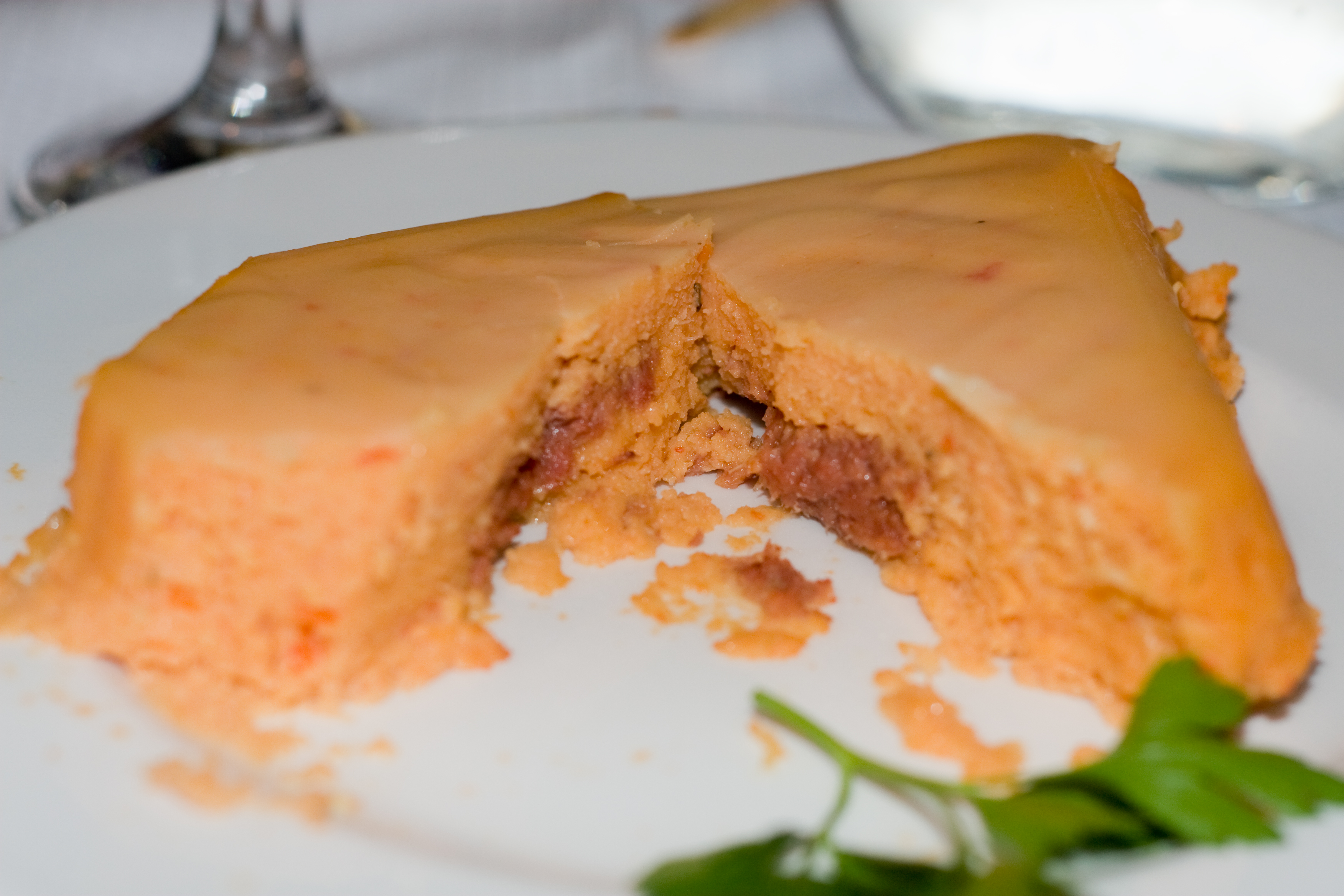
Moin moin cắt lát

- Bánh pudding sô-cô-la – hiên bản hấp/nướng, có kết cấu giống bánh bông lan, phổ biến ở Anh, Ireland, Úc và New Zealand
- Sữa trứng – một số loại sữa trứng được chuẩn bị bằng cách hấp
- Bánh pudding mận – đôi khi được nấu chín bằng cách hấp
- Moin moin
- Bánh pudding hồng
- Bánh pudding bít tết và thận
- Bánh pudding kẹo bơ cứng
- Bánh pudding mỡ
  - Bánh pudding Giáng sinh
  - Mũ trái cây (bánh pudding)
  - Mứt Roly-Poly
  - Spotted dick – một loại bánh pudding hình trụ phổ biến ở Anh, được làm bằng mỡ và trái cây sấy khô (thường là quả lý chua và/hoặc nho khô) và thường ăn kèm với sữa trứng
- Bánh pudding giếng

### Bánh gạo
Một số loại bánh gạo được hấp:
- Bánh chưng

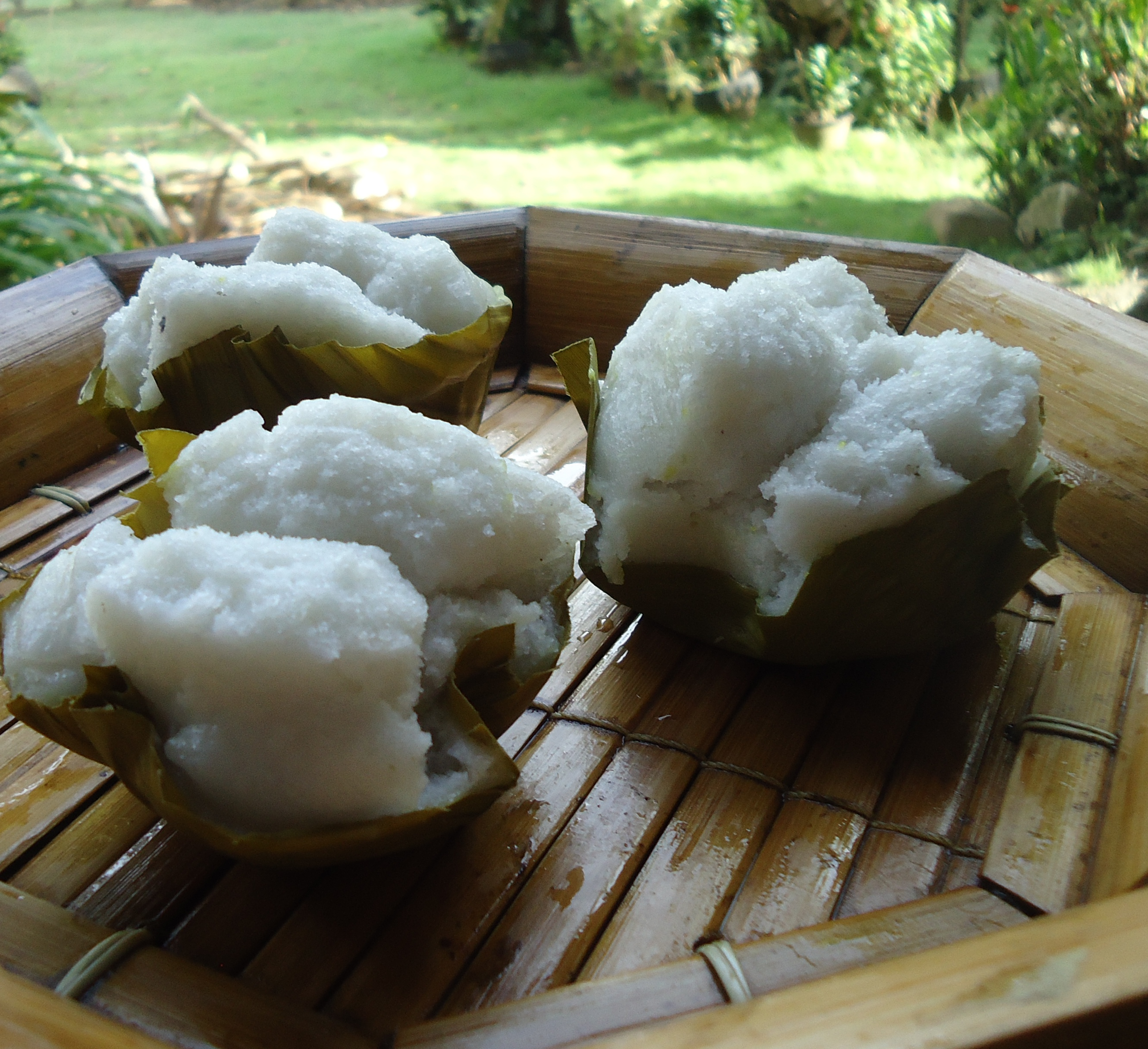
Puto với lá chuối

- Chwee kueh – một loại bánh gạo hấp, một phần của ẩm thực Singapore và Johor
- Mont-sein-paung – một loại bánh gạo hấp, đôi khi có thêm đường thốt nốt, ăn kèm với dừa bào sợi và vừng giã nhỏ. Tìm thấy trên khắp Myanmar.
- Puto – một loại bánh gạo hấp trong ẩm thực Philippines có nguồn gốc từ món puttu [Malayalam] của Ấn Độ.
  - Kutsinta – một loại puto được tìm thấy trên khắp Philippines
- Sanna
- Suman
- Tteok – xem thêm danh sách các loại tteok
  - Injeolmi
  - Jeungpyeon
  - Mujigae tteok
  - Sirutteok
  - Songpyeon
- Bhapa/ Tekeli pitha – Bánh gạo hấp nhân dừa nạo, đường thốt nốt và hạt vừng được tìm thấy khắp vùng Bengal và Assam.

## Thư viện ảnh

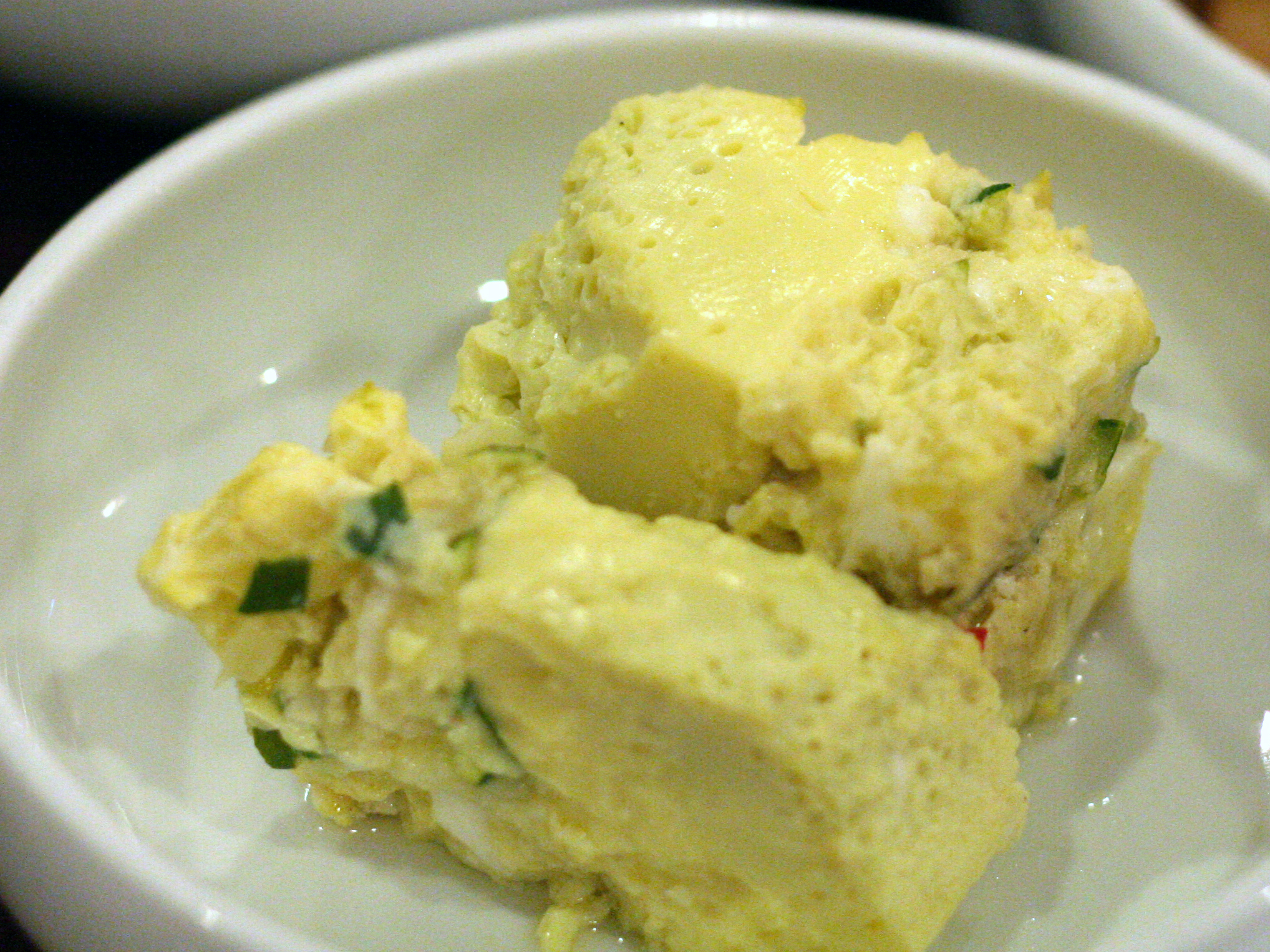
Gyeran jjim
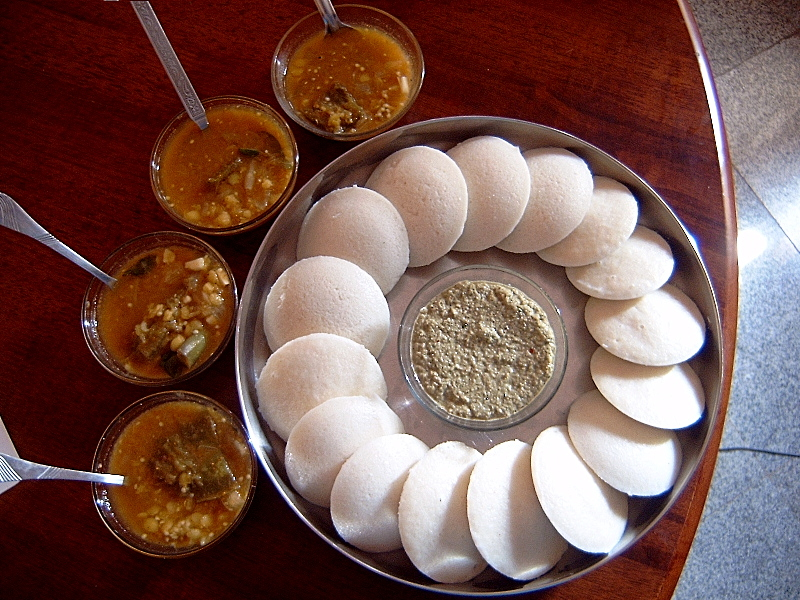
Idli với chutney và sambar
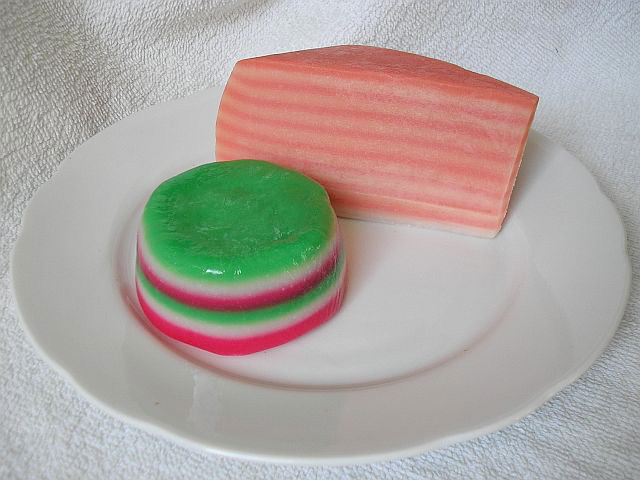
Kue lapis
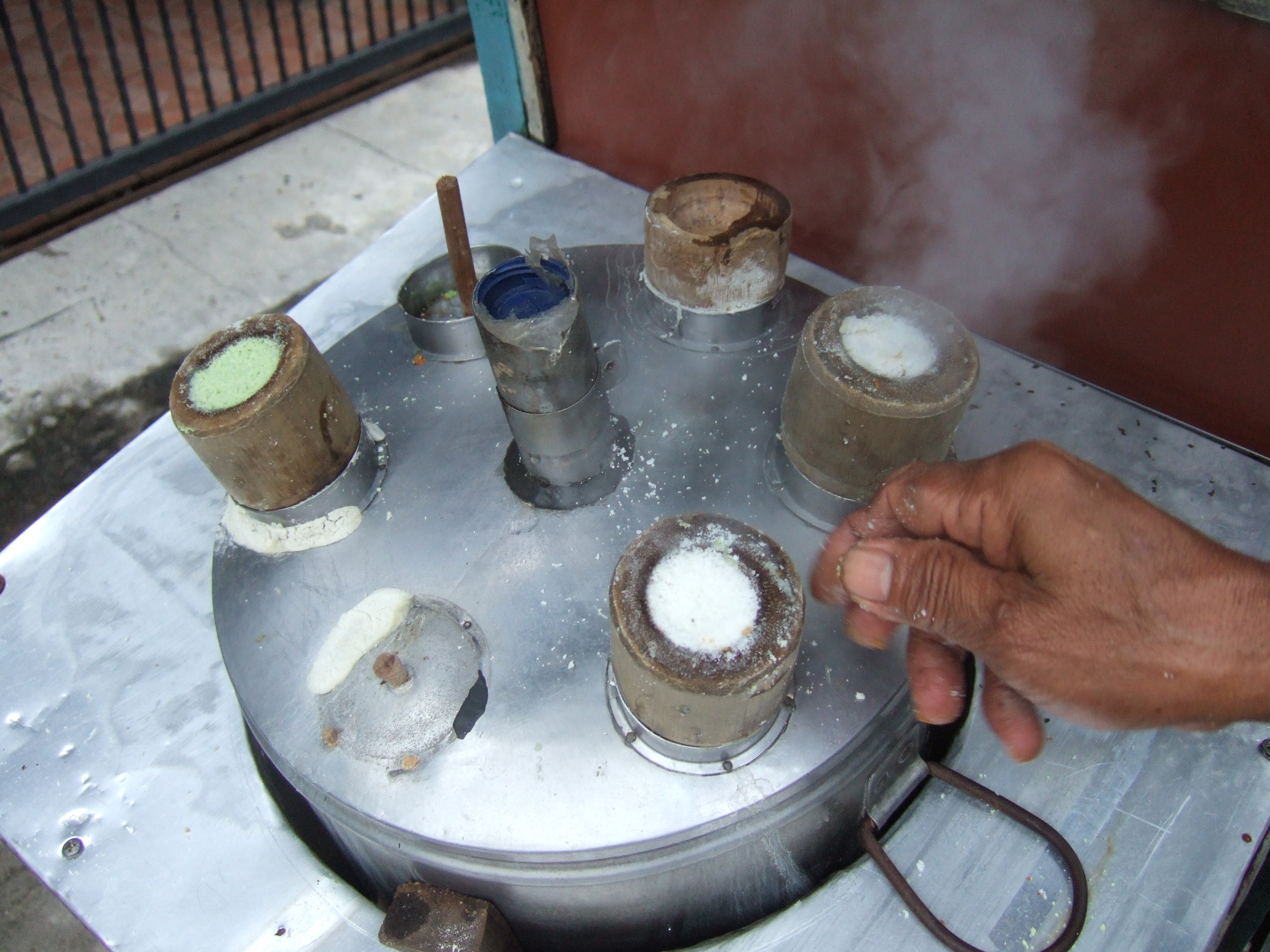
Kue putu đang hấp
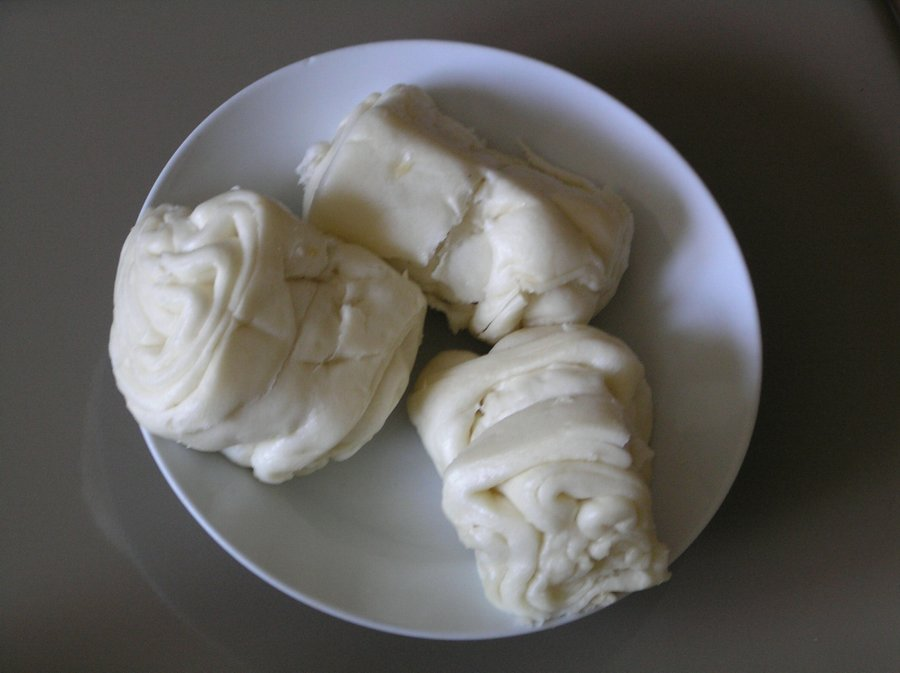
Bánh cuốn hấp
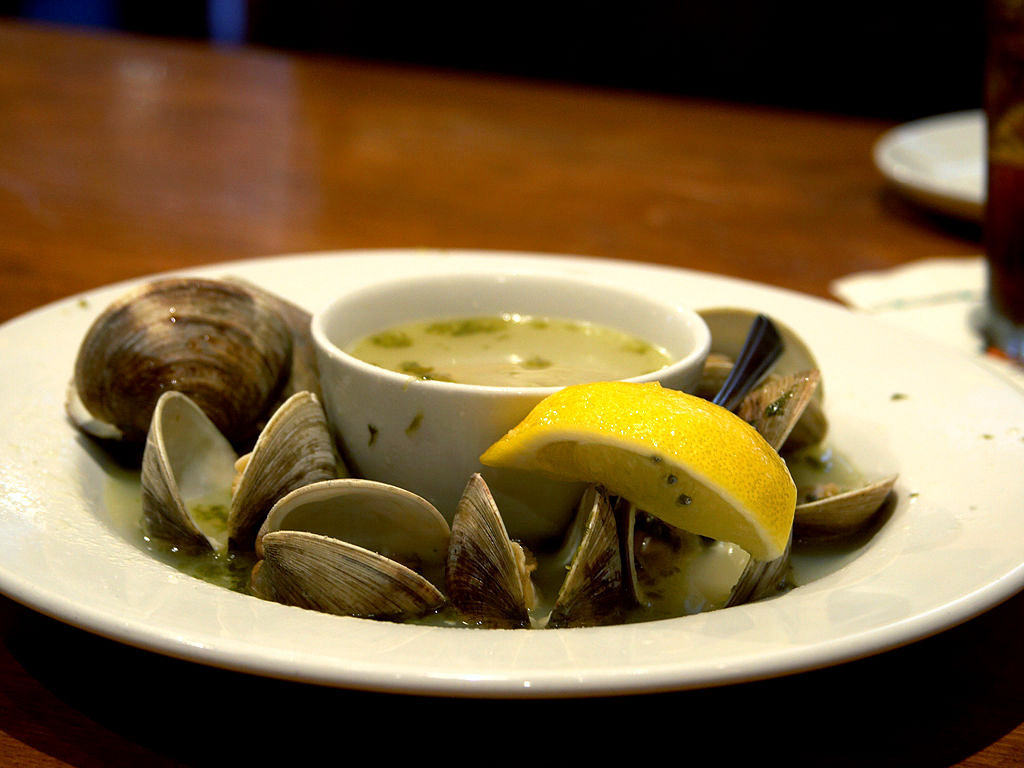
Nghêu hấp
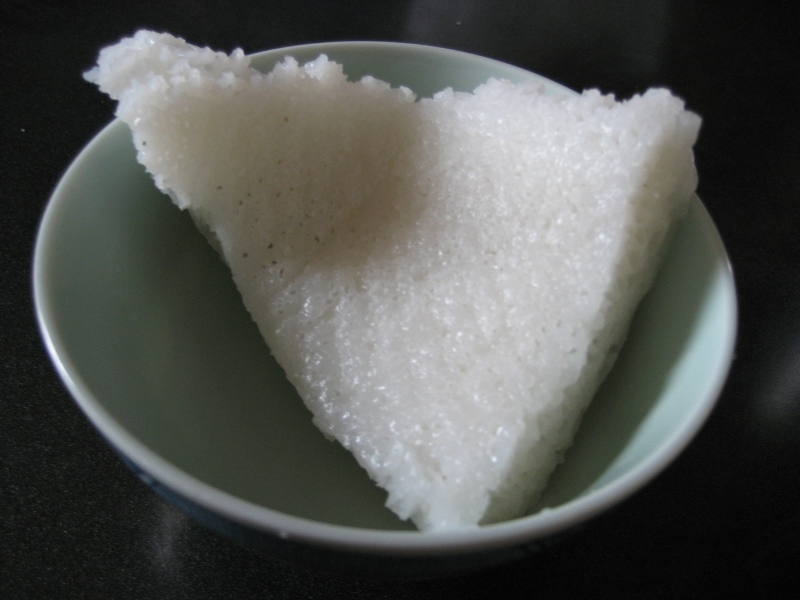
Một chiếc bánh gạo hấp
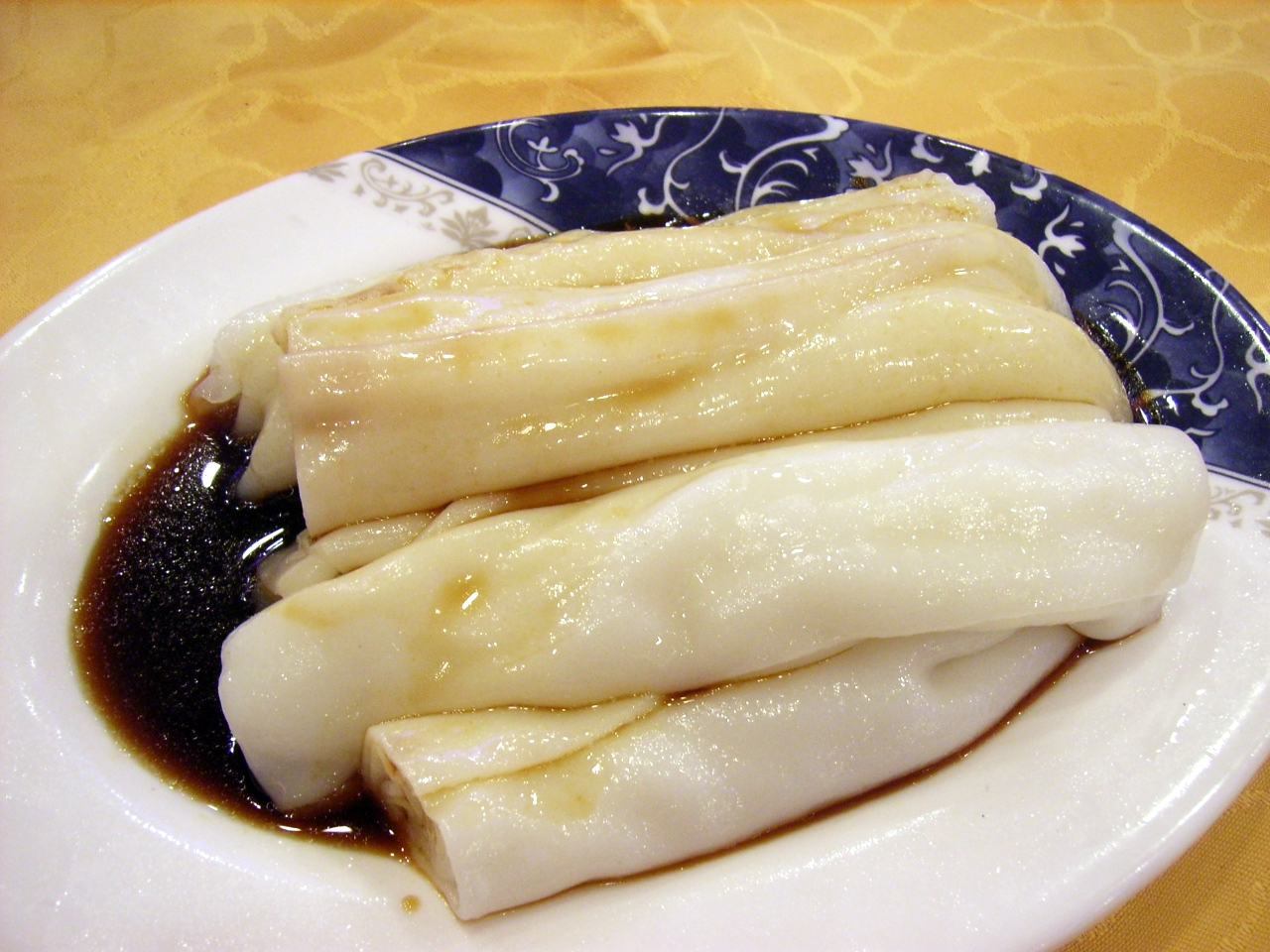
Bún cuốn với nước sốt
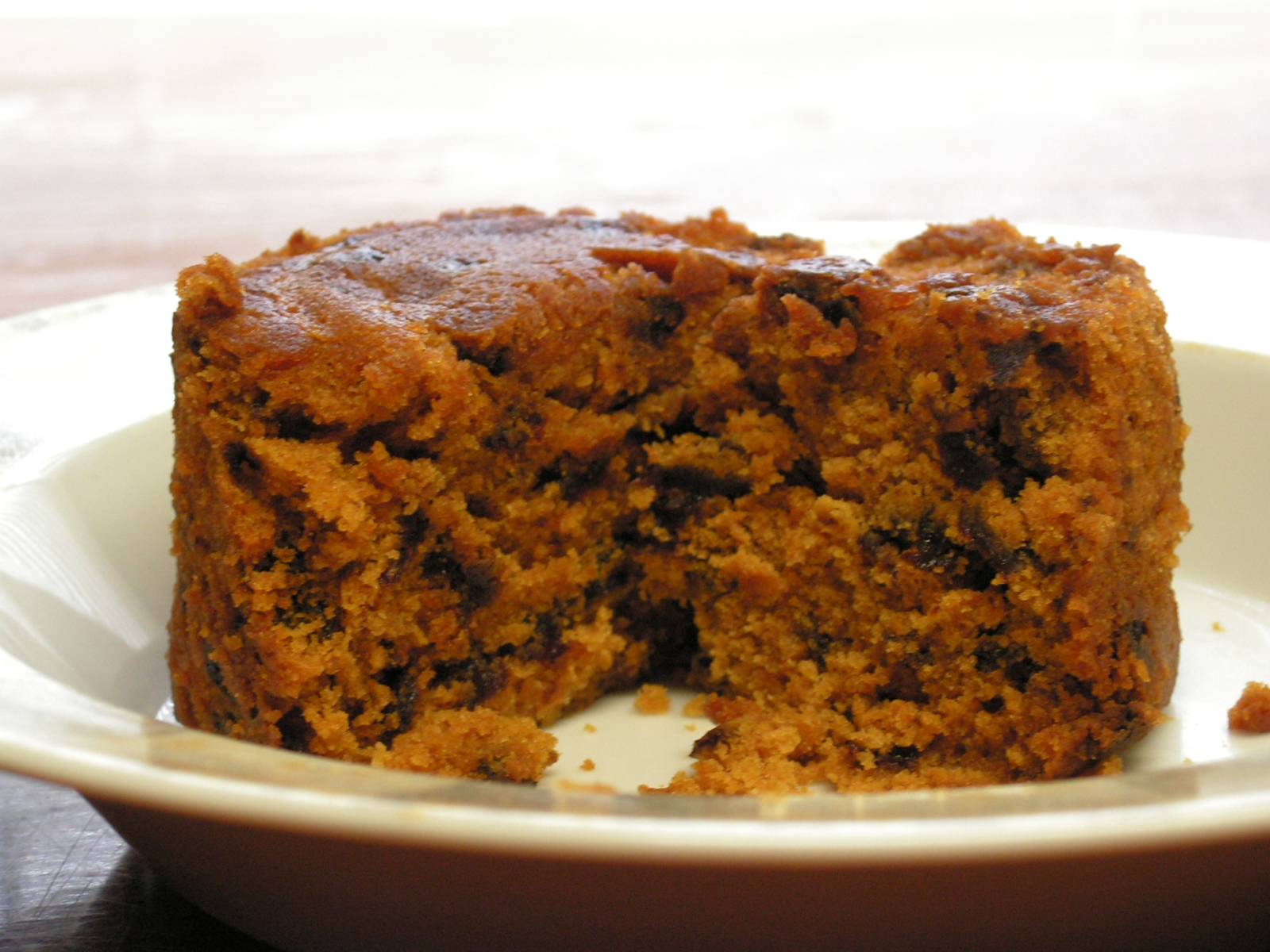
Spotted dick